# August Heinrich Sieberg
August Heinrich Sieberg (Aachen, 23 de Dezembro de 1875 — Jena, 18 de Novembro de 1945) foi um geofísico que notabilizou na investigação da origem e características dos sismos. Foi co-autor de uma alteração à escala sísmica desenvolvida por Giuseppe Mercalli, dando origem à escala Mercalli-Cancani-Sieberg, e criou a escala Sieberg, destinada a avaliar a intensidade dos tsunami.

## Biografia
Sieberg formou-se em arquitectura, mas enveredou por uma carreira na área da geofísica. Antes da Primeira Guerra Mundial trabalhou como assistente no Observatório Meteorológico de Aachen e foi bolseiro da International Seismological Association (ISA), hoje a International Association of Seismology and Physics of the Earth’s Interior, trabalhando na Deutschen Seismologischen Station (Estação Sismológica Alemã) em Estrasburgo, ao tempo uma cidade do Império Alemão.
Após o fim da Grande Guerra e a perda da cidade de Estrasburgo para a França, Sieberg fixou-se na Alemanha, tendo sido um dos fundadores da  Deutsche Seismologische Gesellschaft (Sociedade Sismológica Alemã), hoje a Deutschen Geophysikalischen Gesellschaft (Sociedade Geofísica Alemã). Aquela sociedade foi fundada em Leipzig a 19 de Setembro de 1922, tendo como fundaores, entre outros, Karl Erich Andrée, Gustav Angenheister, Immanuel Friedländer, Beno Gutenberg, Franz Kossmat, Gerhard Krumbach, Karl Mack, Ludger Mintrop, Peter Polis e Emil Wiechert.
Sieberg fixou-se em 1923 na cidade de Jena, trabalhando como assistente com Oskar Hecker na então recém-fundada "Reichszentrale für Erdbebenforschung mit Sitz in Jena" (Instituto Imperial para a Investigação Sísmica de Jena), a instituição que precursora do actual Geodynamisches Observatorium Moxa (Observatório Geodinâmico de Moxa).
Trabalhando em Jena, no ano de 1927 desenvolveu a escala Sieberg, uma escala em seis graus para avaliação da intensidade dos tsunamis tendo em conta os seus efeitos sobre as pessoas, construções e o meio natural. Aquela escala foi melhorada em 1962 por Nicholas Ambraseys, dando origem à escala Sieberg-Ambraseys para categorização de tsunamis, com doze graus, que se mantém em uso internacional.
Durante esse período, publicou em 1930, partindo do trabalho publicado em 1903 por Adolfo Cancani, a escala Mercalli-Cancani-Sieberg, com doze graus estabelecido de forma que a cada aumento de um grau correspondesse a duplicação da aceleração horizontal do sismo, para edifícios com as características ao tempo típicas das habitações do noroeste da Europa.
Em 1932 Sieberg sucedeu a Oskar Hecker no cargo de director do Instituto, que pouco antes da sua morte foi integrado na Universidade Friedrich Schiller de Jena.
Em 1939 foi enviado para o Serviço Búlgaro de Sismologia, em Sófia, como colaborador externo. Nesse mesmo ano publicou uma carta de risco sísmico da Alemanha e territórios vizinhos.
Faleceu em Jena nos meses imediatos ao fim da Segunda Guerra Mundial, tendo vivido a destruição da sua cidade e a ocupação soviética. Como sismologista ocupou-se na compilação de catálogos de sismos sentidos e no estudo da distribuição geográfica dos sismos. Outras áreas de interesse foram a tectónica e a análise de dados macrossísmicos.
Com os seus trabalhos, Sieberg tornou claro que as características do subsolo, a tipologia das formações geológicas e as questões construtivas exercem uma forte influência no tipo e grau dos danos infligidos por um terramoto, interessando pelo estudo das consequências sócio-económicas dos sismos. A Universidade de Jena mantém no seu Museu o "Sieberg-Archiv zur Seismologie" (Arquivo Sieberg de Sismologia) com parte importante do seu espólio. 

## Obras seleccionadas
- 1904: Handbuch der Erdbebenkunde. F. Vieweg und Sohn, Braunschweig
- 1914: Einführung in die Erdbeben- und Vulkankunde Süditaliens. G. Fischer, Jena
- 1922: Die Verbreitung der Erdbeben auf Grund neuerer makro- und mikroseismischer Beobachtungen und ihre Bedeutung für Fragen der Tektonik. G. Fischer, Jena
- 1923: Geologische, physikalische und angewandte Erdbebenkunde. G. Fischer, Jena
- 1927: Geologische Einführung in die Geophysik: Für Studierende der Naturwissenschaften, des Ingenieurwesens und des Bergbaus, sowie zum Selbststudium. G. Fischer, Jena
- 1932: Erdbebengeographie. Handbuch der Geophysik, Bd. 4, Lfg. 3, Borntraeger, Berlin
- 1933: Erdbebenforschung und ihre Verwertung für Technik, Bergbau und Geologie. G. Fischer, Jena
- 1937: Beiträge zur erdbebenkundlichen Bautechnik und Bodenmechanik. Veröffentlichungen der Reichsanstalt für Erdbebenforschung in Jena